# Mieczysław Kulikowski
Mieczysław Kulikowski (ur. 22 czerwca 1880 w Załoźcach, zm. 27 stycznia 1942 w Hartheim) – major piechoty Wojska Polskiego, nadinspektor Straży Granicznej. 

## Życiorys
Urodził się 22 czerwca 1880 w Załoźcach. Był synem Wilhelminy z Wierzbowskich i Kazimierza, leśniczego, zatrudnionego w towarzystwie ubezpieczeniowym „Florianka”, w którym sam także pracował od 1904 do 1914 w Tarnopolu. Działał w Towarzystwie Szkoły Ludowej oraz w Polskim Towarzystwie Gimnastycznym „Sokół” (od 1910 członkiem zarządu w Tarnopolu i współorganizatorem tamtejszej Stałej Drużyny Sokolej, w ramach których zdał egzamin oficerski), w 1907 współorganizował klub sportowy Kresy.
Po wybuchu I wojny światowej wraz z ochotnikami pod koniec sierpnia wyruszył do szeregów Legionów Polskich. Służył w 1 kompanii 3 pułku piechoty w składzie II Brygady, uczestnicząc w kampanii karpackiej. W lutym 1915 przebywał w szpitalu w Baden, po czym 26 maja 1915 został mianowany podporucznikiem piechoty, a 11 listopada 1915 na stopień porucznika piechoty. Od końca 1915 służył w Batalionie Uzupełniającym nr II przy Komendzie Grupy Legionów Polskich. W połowie 1916 tymczasowo pełnił funkcję zastępcy komendanta Domu Ozdrowieńców Legionów Polskich w Kamieńsku. Później był oficerem 6 pułku piechoty w składzie III Brygady. Na początku lipca 1916 brał udział w bitwie pod Kostiuchnówką i w późniejszych walkach na obszarze Wołynia. Potem był oficerem przydzielonym do służby werbunkowej. W okresie od 6 kwietnia do 4 czerwca 1917 kierował Komisariatem PUZ w Łodzi. 21 września 1917 został instruktorem gimnastyki w Szkole Oficerskiej Polskiego Korpusu Posiłkowego w Siedliskach oraz pełnił funkcję gospodarza tej placówki. Od lutego do maja był internowany w Marmarosz-Sziget.
Po zakończeniu wojny, w listopadzie 1918 został przyjęty do Wojska Polskiego. Został awansowany na stopień kapitana piechoty ze starszeństwem z dniem 1 czerwca 1919. Od lipca do 21 grudnia 1919 był dowódcą batalionu zapasowego 2 pułku Piechoty Legionów. Następnie w 3 pułku Piechoty Legionów był p.o. dowódcy batalionu zapasowego do 2 września 1920, ponownie do 25 listopada 1920, po czym został zastępcą dowódcy batalionu oraz znów od 7 listopada 1921 był etatowym dowódcą batalionu zapasowego. Od lutego 1920 do stycznia 1921 był dowódcą batalionu zapasowego w 11 pułku piechoty. W późniejszych latach 2. był oficerem 6 pułku Strzelców Podhalańskich w Stryju, w którym w 1923 był p.o. dowódcy II batalionu (w stopniu kapitana), następnie awansowany na stopień majora piechoty ze starszeństwem z dniem 1 lipca 1923 w 1924 był dowódcą II batalionu. Do 1928 pozostawał oficerem 6 psp. Z dniem 31 marca 1928 został przeniesiony w stan spoczynku. W 1934 jako major w stanie spoczynku był przydzielony do Oficerskiej Kadry Okręgowej nr I jako oficer pełniący służbę w Straży Granicznej i pozostawał wówczas w ewidencji Powiatowej Komendy Uzupełnień Ciechanów.
Od 1 lipca 1928 służył w Straży Granicznej, mianowany wówczas inspektorem, od tego czasu sprawował stanowisko kierownika Inspektoratu Granicznego nr 17 w Białej. W październiku 1928 został zastępcą kierownika Wielkopolskiego Inspektoratu Okręgowego Straży Granicznej i tymczasowo pełnił obowiązki kierownika tegoż od 15 października 1928 do 21 stycznia 1929. Następnie ponownie był kierownikiem IG nr 17 w Białej. 23 listopada 1928 został wybrany na funkcję przewodniczącego Komisji Dyscyplinarnej przy Śląskim Inspektoracie Okręgowym Straży Granicznej w Katowicach. Od listopada do grudnia 1930 był p.o. kierownika ŚIO SG. Od lipca 1931 sprawował stanowisko kierownika Mazowieckiego Inspektoratu Okręgowego Straży Granicznej. Na przełomie 1932/1933 zasiadał w sądzie honorowym dla oficerów stopni wyższych przy Komendzie Straży Granicznej. 1 lipca 1937 został awansowany na stopień nadinspektora. Z dniem 31 sierpnia 1937 został przeniesiony w stan spoczynku w SG.
Zginął 27 stycznia 1942 w Hartheim.
15 października 1910 w Sanoku poślubił Jadwigę Michalinę Pollak (ur. 1872), córkę sanockiego drukarza Karola Pollaka, siostrę Karola oraz Michała. Miał syna Mieczysława (ur. 1920).

## Ordery i odznaczenia
- Krzyż Niepodległości (4 lutego 1932)[17][2]
- Krzyż Oficerski Orderu Odrodzenia Polski (27 listopada 1929)[18]
- Krzyż Walecznych (przed 1924)[12][2]
- Złoty Krzyż Zasługi (19 marca 1937)[19]
- Medal Dziesięciolecia Odzyskanej Niepodległości[3]
- Odznaka Pamiątkowa Straży Granicznej[3]